# Varhošť (Libavá)

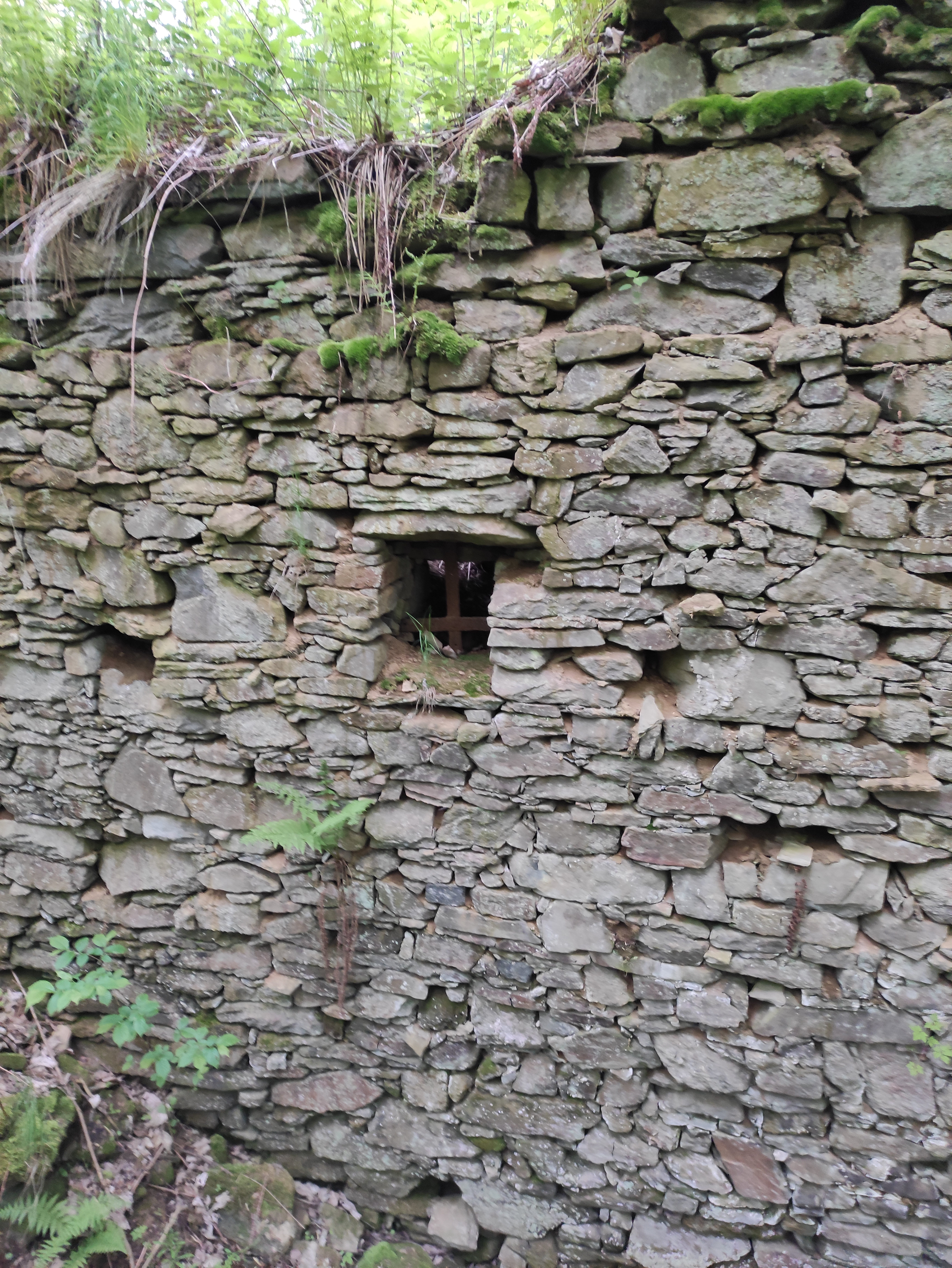

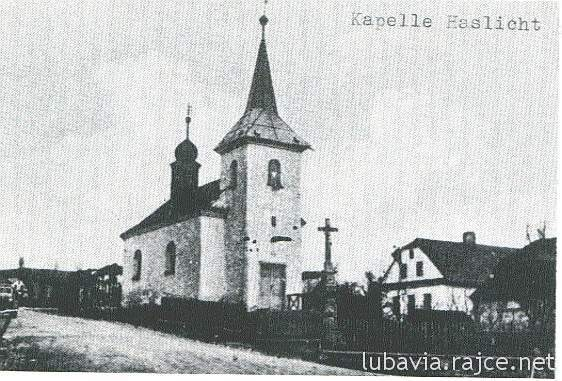

Varhošť (deutsch Haslicht) ist eine Wüstung auf dem Gebiet des Truppenübungsplatzes Libavá in Tschechien. Sie liegt zehn Kilometer nordöstlich von Velká Bystřice.

## Geographie
Das Waldhufendorf Varhošť befand sich in 601 m.ü.m. nordwestlich der Oderquelle im Quellgrund des Baches Varhošťský potok im Südwesten der Oderberge. Nördlich erhebt sich der Strážisko (Wachhübel, 675 m), im Nordosten die Radeška (Winkelberg, 671 m), östlich der Fidlův kopec (Fiedelhübel, 680 m), im Südosten der Růžový kopec (653 m), südlich der Mlýnský kopec (Mühlberg, 604 m), im Südwesten die Strážná (Wachhübel, 625 m), westlich der Jestřabí kopec (606 m). Drei Kilometer südöstlich liegt die Quelle der Oder.
Umliegende Ortschaften waren Velká Střelná und Olejovice im Norden, Nová Ves nad Odrou im Nordosten, Eliščiná, Smolné, Sklárna und Boškov im Osten, Kozlov, Ranošov und Kyjanice im Südosten, Velký Újezd, Kramlov und Daskabát im Süden, Kocourovec, Přáslavice und Mrsklesy im Südwesten, Jestřabí im Westen sowie Nepřívaz im Nordwesten.

## Geschichte
Die erste schriftliche Erwähnung des Dorfes Vargosci erfolgte 1141 in einem Güterverzeichnis des Bischofs Heinrich Zdik als Besitz des Olmützer Kapitels. Das 1275 erstmals erwähnte Hermanstad lag wahrscheinlich in der Nähe von Varhošť, dieses Dorf lag jedoch bereits 1394 wieder wüst. Im Jahre 1379 wurde der Ort als Warhoszcze bezeichnet. Ab 1380 wurde Warhosscz zu einem bischöflichen Lehngut. Zu den bedeutendsten Lehnsmannen gehörte der Gründer der Herrschaft Velká Bystřice, Wenzel von Doloplas. Ab 1490 wurde der Ort als Varhošť bzw. Varhošt und ab 1492 als Warhosscz als bezeichnet. Zwischen 1521 und 1563 wurde Warhosst als ein Marktflecken genannt. Während des Dreißigjährigen Krieges verödete der Ort und ging seiner Privilegien verlustig. Die Wiederbesiedlung erfolgte wahrscheinlich durch Deutsche, im Jahre 1677 wurde das Dorf erstmals mit dem deutschen Namen Haslichtl bezeichnet. Die Matriken wurden seit 1712 in Habicht geführt. Seit 1718 wurde der deutsche Ortsname Haslicht verwendet. Im Jahre 1835 lebten in den 58 Häusern des Dorfes 422 Personen. Bis zur Mitte des 19. Jahrhunderts blieb Haslicht immer dem bischöflichen Gut Velká Bystřice untertänig und war Sitz von dessen Forstverwaltung.
Nach der Aufhebung der Patrimonialherrschaften bildete Haslicht/Varhošť mit den Einödmühlen Stampfgrund /Štomparňa, Schwarzmühle /Schwarzův mlýn und Schindelmühle ab 1850 eine Gemeinde in der Bezirkshauptmannschaft und dem Gerichtsbezirk Olmütz. Die Schwarzmühle war dabei die erste Mühle am Flusslauf der Oder. Im Jahre 1880 war der Ort auf 60 Häuser angewachsen und hatte 430 deutschsprachige Einwohner. 1889 wurde das Schulhaus eingeweiht, elf Jahre später erfolgte nach seiner Erweiterung die Aufnahme des zweiklassigen Unterrichts. Die Freiwillige Feuerwehr bildete sich 1890. Im Jahre 1900 lebten in den 68 Häusern von Haslicht 382 Deutsche. Zu dieser Zeit gehörten zur Gemarkung 1344 ha landwirtschaftliche Nutzfläche.
Nach der Gründung der Tschechoslowakei erfolgte der Zuzug von Tschechen, beim Zensus von 1921 bestand das Dorf aus 65 Häusern und hatte 323 deutsche, acht tschechische und einen staatenlosen Bewohner. 1930 lebten in den nunmehr 68 Häusern 339 Deutschen und zehn Tschechen. Nach dem Münchner Abkommen wurde die Gemeinde 1938 dem Deutschen Reich zugeschlagen, sie gehörte bis 1945 zum Landkreis Bärn und Gerichtsbezirk Stadt Liebau. Im Jahre 1939 hatte Haslicht 360 Einwohner. Nach dem Ende des Zweiten Weltkrieges kam Varhošť zur Tschechoslowakei zurück und wurde wieder dem Bezirk und Gerichtsbezirk Olmütz zugeordnet. Die deutsche Bevölkerung wurde vertrieben und der Ort zum Teil mit Tschechen wiederbesiedelt. Bereits 1947 begann jedoch im Zuge der Errichtung des Truppenübungsplatzes Libavá die Räumung des Dorfes. Die Štomparňa wurde im Jahre 1948 bei einer Übung als Ziel von Bombern der tschechoslowakischen Armee zerstört. Später wurde auch das Dorf Varhošť dem Erdboden gleichgemacht. Die Gemarkung umfasste 1375 ha. Varhošť befindet sich innerhalb des absoluten Sperrgebietes und ist jährlich nur am 1. Mai während der Sonderöffnung des Truppenübungsplatzes im Rahmen der Fahrradtouristikaktion „Bílý kámen“ zugänglich.

## Persönlichkeiten
- Liborius Hausner Edler von Hauswehr (1834–1925), k.u.k. Feldmarschall-Leutnant

## Ehemalige Denkmale
- Kapelle der hl. Notburga